# Konde-Yebae
Konde-Yebae (ou Kondeyebae, Kondemeyos) est un village du Cameroun situé dans la région du Sud, le département du Dja-et-Lobo et l'arrondissement (commune) de Sangmélima.

## Climat
Konde-Yebae possède un climat tropical de savane.

## Population
En 1962 la localité comptait 152 habitants, principalement des Boulou du groupe Yebae. À cette date, elle était dotée d'une école catholique à cycle incomplet.
Lors du recensement de 2005, on y a dénombré 358 habitants.

## Administration
Ce village ne possède pas de centres de santé, ni d’écoles ; les populations locales pour ce fait, sont obligées d’aller dans les villages voisins pour se former et se faire consulter. 

## Culture

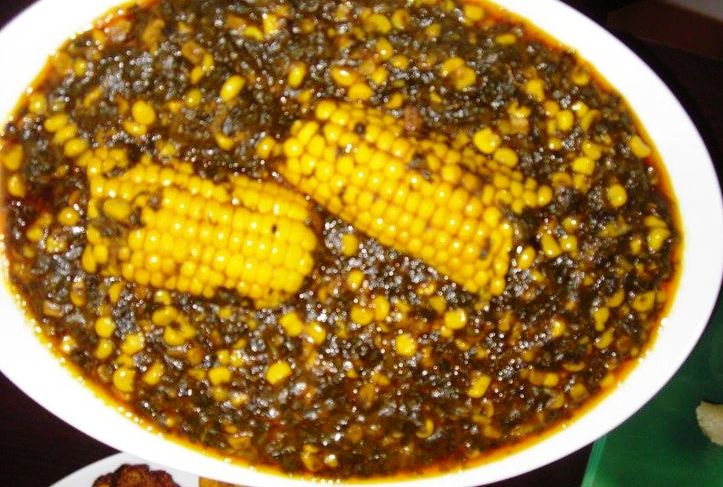
Plat de sanga au village Konde Yebae

Les populations de Konde Yebae sont pour la plupart d'ethnie Bulu et c’est également la langue Bulu qui est la plus parlée dans le village.
Le mets traditionnel ici est le sãga ou encore le sanga. C’est un mets issu d’un bouillon de graines de maïs et d’épis de maïs, de légumes, de pulpe de noix de palme souvent servi avec du sucre.

## Économie et transport
L’économie est dynamisée par les agriculteurs et les fonctionnaires. 
Le transport ici est soutenu  par les motocycles, les cars de transport en commun et les voitures personnelles.